# A Jehova tanúi egyház vezetősége
A Jehova tanúi egyház vezetősége egy vénekből álló tanács, amely felügyeli a felekezet tevékenységeit. Gyakran tévesen erre a csoportra is Őrtorony Társulat néven hivatkoznak, de valóban létezik több olyan jogi szervezet, amelyre ráillik ez a kifejezés.
A római katolikus egyház bíborosokból álló rendjéhez hasonló szerv.

## Hatálya és tagsága
Adminisztratív és végrehajtási jogkörrel is rendelkezik. A vezetőség engedélye szükséges az egész világméretű felekezet összes személyi kérdését illetően. Néhány fontos tisztségre csak ők választhatnak jelölteket. Nekik van joguk a doktrínák végső értelmezésére. Ha kívánják, kikérhetik helyi gyülekezetek véleményét a döntéseiket illetően.
A csoport tagjai az amerikai US Bethelben szolgálók közül kerülhetnek ki. Csak olyan vének kerülhetnek a vezetőségbe, akik állítólagosan az égi Felkent osztályhoz, a Maradékhoz tartoznak. A székek száma változó, de mindig 20 fő alatt volt. A legelső  időkben 7-en, a 70-es években 8-an üléseztek, az elmúlt időkben pedig 12-en. A 70-es évek előtt az Őrtorony Társaság Igazgatói Tanács felelősségkörét bírta. 2000.-óta az igazgatók felelősségeit átadták különböző a testületen kívüli hithű tanúknak.

## Bizottságok
Öt bizottságot állítottak fel. Minden bizottság személy név szerint megjelölt vezetőség-taghoz tartozott. A testületi tag bizonyos kritériumokat határozott meg a bizottság számára; ha az változtatni szeretett volna valamit, akkor azt előbb felterjesztette neki. Ma a teljes vezetőség együttesen lép fel mindkét irányban. Több Béthelbeli vén szolgál – akik nem tagjai a vezetőségnek – ilyen bizottságban. Sok vén ugyancsak ellát titkári feladatokat a vezetőség vagy a bizottságok vezető tagjai mellett. – nekik nem szükséges a 144,000 Felkent közé tartozónak érezni magukat.
- Személyzeti Bizottság – az önkénteseket elosztja a Szervezet központjaiba és fiókhivatalaiba.
- Kiadói Bizottság  – kiszámítják a szükséges mennyiséget, nyomtatáshoz szükséges anyagokat szerzik be és szerzik meg a szükséges nyomtató kapacitást.
- Szolgálati Bizottság – irányítják az utazó felvigyázók, úttörők munkáját, gyülekezeti kiadványterjesztést és egyéb evangelizációs tevékenységeket. Ők oldják meg a gyülekezetek közötti, a gyülekezetek, fiókhivatalok, központok és a vezetőség közötti kommunikációt is. (nem összekeverendő a gyülekezeti szolgálati bizottsággal!)
- Oktatási Bizottság  – ez határozza meg a gyülekezetek méretét, összejöveteli napokat (több gyülekezet egyazon épület használata esetén az időpontok cirkulálását), kerületi- és nemzetközi kongresszusokat szervezi és irányítja a vének, a gyülekezeti szolgák, úttörők, misszionáriusok számára indított iskolákat – köztük a Gileád Iskola.
- Írói Bizottság  – a Társulat minden írásának, fordításának szervezése folyik itt.
- Elnöki Bizottság  – a veszélyeket, katasztrófákat és más sürgős ügyeket intéznek, mint a kivizsgálások.

## Tagok

### Jelenlegi tagok és belépésük időpontja
(2018. január adatok alapján)
- Kenneth Cook Jr. (2018)
- Samuel Herd (1999)
- Geoffrey Jackson (2005)
- Stephen Lett (1999)
- Gerrit Lösch (1994)
- Anthony Morris (2005)
- Mark Sanderson (2012)
- David Splane (1999)

### Korábbi elhalálozott tagok
- Carey W. Barber (1977-2007)
- John E. Barr (1977-2010)
- W. Lloyd Barry (1974-1999)
- John C. Booth (1974-1996)
- Charles J. Fekel(1974-1977)
- Frederick William Franz (1972-1992) – – a Társaság negyedik elnöke
- George D. Gangas (1971-1994)
- John O. Groh (1972-1975)
- Milton George Henschel (1972-2003) – – a Társaság ötödik elnöke
- William K. Jackson (1972-1981)
- Karl F. Klein (1974-2001)
- Nathan Homer Knorr (1972-1977) – – a Társaság harmadik elnöke
- Martin Pötzinger (1977-1988)
- Guy Hollis Pierce (1999-2014)
- Albert D. Schroeder (1974-2006)
- Grant Suiter (1972-1983)
- Thomas J. Sullivan (1972-1974)
- Lyman A. Swingle (1972-2001)
- Daniel Sydlik (1974-2006)
- Theodore Jaracz (1974-2010)

### Lemondott, kiközösített tagok
- Ewart Chitty (1978)
- Raymond Franz (1972-1980)
- Leo K. Greenlees (1972-1984)

## Külső hivatkozások
- Jehova Tanúi (jw.org)
- A vezetőség tagjainak fényképe Archiválva 2016. április 7-i dátummal a Wayback Machine-ben